# William King (archevêque)
Pour les articles homonymes, voir William King et King.
William King, né à Antrim en 1650 et mort en 1729, est un prélat anglican irlandais.

## Biographie
Né à Antrim, il prend parti pour Guillaume, prince d'Orange contre Jacques II sur lequel il écrit des pamphlets. Emprisonné à Dublin, il est libéré à l' avènement du prince d'Orange en 1689.
Il est fait en 1691 évêque de Londonderry, puis en 1702 archevêque de Dublin. Il remplit pendant plusieurs années les fonctions de lord juge en Irlande.
On a de lui, outre plusieurs ouvrages de controverse, un traité De Origine Mali, 1702, qui l'engagea dans de vives discussions avec Bayle et Leibniz.